# 이마무라 히토시
이마무라 히토시(일본어: 今村 均, 1886년 6월 28일 ~ 1968년 10월 4일)는 제2차 세계 대전 당시 일본 제국 육군의 육군 대장이다.

## 생애
이마무라 히토시는 미야기현의 센다이 출신으로, 도쿄에서 공부하던 중 문학을 전공해 재판관인 아버지의 신망을 잃어 경제적 지원을 받을 수 없게 되자, 원래 지망했던 인문 고교로 진학할 수 없게 돼 어머니의 권유로 일본 육군사관학교로 마음을 돌리게 된다.

### 일본 육사 시절
처음에는 문학을 공부하고 싶어했지만, 어느 날 일본 천황의 행차를 호위하는 육군의 위용을 보고 바로 육군사관학교에 지원해 후보생으로 합격하게 된다. 어릴 적부터 야뇨증으로 고생해 청년기에도 밤에 잠을 이루지 못하는 불면증으로 고생했는데, 이 때문에 수업 도중 조는 일이 많아 교관에게 혼나는 일이 많자, 그는 동기생에게 자기가 졸 때면 칼로 허벅지를 찔러달라고 하고, 민가에서 고추 가루를 구해와 눈에 넣는 등 노력을 인정받아 교관에게 더 이상 혼나는 일이 없었다고 한다.
일본 육군사관학교를 우수한 성적으로 졸업한 이마무라는 육군대학교에 진학하였다. 이마무라는 여기서도 조는 것을 반복했지만, 일본 육군사관학교 시절의 일을 교관도 알았기에 문제가 되지 않았다. 그는 1915년, 이런 장애를 딛고 육군대학교 졸업 때 수석으로 졸업해 은사의 군도를 수여받게 된다.

### 태평양 전쟁
태평양 전쟁 초기, 제16군 사령관으로 자와섬 공략을 지휘해 9일만에 10만의 네덜란드군과 영국군을 항복시켰다. 공략 당시에 네덜란드 군에 의해 유배당했던 인도네시아 독립 운동의 지도자 수카르노와 핫타를 정치범에서 해방시키고, 자금과 물자를 원조, 현지민의 관리등용 등을 지원하는 한편 이마무라는 군 지휘자로서의 능력을 발휘, 적이 파괴한 석유 정제 시설을 복구해 석유 가격을 네덜란드 통치 시대의 절반으로 보급하고 약탈을 금지시켜 치안을 유지시켰는데, 이런 조치는 현지인들의 호감을 얻었다.
전쟁이 진행됨에 따라 일본에서는 피복이 부족해 배급이 이뤄지자 일본 정부는 자바에서 생산되는 목면의 대량 수입을 고려했지만 이마무라는 이 요구를 거절한다. 이것은 목면을 징발하면 현지인들의 장례 생활에서 요긴하게 쓰이는 죽은 자에게 목면옷을 입히는 종교 전통을 손상시키고, 목면이 주수입인 기본 생활을 파괴한다고 생각했기 때문이었다. 이 때문에 군부에선 그를 비난했지만, 이 사정을 알게 된 정부 관계자의 배려로 그에게 계속 자와섬을 통치하게 시킨다.
그러나 육군 대본영에서는 그를 불충하다해 1942년 3월, 이마무라는 스기야마 하지메(杉山元) 참모장에게 자리를 넘기고 바타비아로 보내졌다. 일본 군부는 그에게 "중앙에선 자와섬 공략으로 만족할 지 모르지만, 한편으론 비판도 있다는 걸 주의하기 바란다"라고 가볍게 질책했다.
그는 제8방면 군사령관으로 뉴브리튼 섬에 위치한 라바울에 취임해 야마모토 이소로쿠(山本五十六) 대장과 회견했다. 이마무라는 사관 시절 야마모토와 친교가 있어 서로 간담상조하는 사이였는데, 야마모토 이소로쿠가 죽은 후 아주 슬피 울었다고 한다.
이마무라 자신도 비행기로 시찰 도중 미군기의 습격을 받았지만, 다행히 위험에서 벗어난 적이 있었기 때문이었다. 태평양의 섬들이 미군에게 함락되자 이마무라는 보급이 되지 않아 굶어 죽은 과달카날 주둔 병사들의 비극을 전해듣고, 섬에 대량으로 전답을 만들어 손수 밭을 갈고 작물을 수확해 병사들을 먹여살렸다.
운이 좋게도 미군은 라바울을 공략할 생각이 없었다. 라바울의 해군, 공군을 무력화 시키면 해상주도권이 미국에게 있는 한 라바울의 일본군은 나오지 못하고 미군은 마음 놓고 전진할 수 있기 때문이다. 또한 라바울이 본토를 공략하는데 전략적 가치가 있는 것도 아니고 필리핀처럼 자원이 풍부하거나 정치적 중요도가 높은 것도 아니어서 미군은 큰 피해를 무릎쓰고 점령할 가치가 없는 섬이었다.
미군의 공습에 대비해 지하 요새를 건설했다. 또한 이마무라가 경작한 전답으로 보급이 없어도 물자가 충분했기에 전쟁이 중단될 때까지 라바울은 일본군의 소유로 남아있었다.

## 제2차 세계 대전 이후
1945년, 일본이 항복하자 이마무라는 지휘관로서 호주 전범재판에 소환되었다. 이마무라 히토시는 호주 전범재판에서 연합군 포로들을 처형시키는걸 용인하고 2만여명의 인도인들을 강제로 인도국민군에 배속시켰다는 혐의로 B급, C급 전범으로 10년형을 선고 받게 된다. 그는 재판에서 부하들을 잘 통제하지 못했다는 혐의를 인정했으며 죄를 저지른 자신의 부하들에게 제대로된 처벌을 받을 수 있도록 자신의 재판을 최대한 신속하게 진행시켜 달라고 요청했다.
이마무라 휘하 라바울 주둔군 가운데 390명이 포로학대와 학살로 전범으로 재판을 받고, 266명이 유죄에 처해졌으며, 87명이 사형당했다. 이마무라가 휘하 장병들의 전쟁범죄를 적극적으로 막지 않았다는 근거가 된다. 지휘관의 제대로된 조치가 있었더라도 상당수의 포로학대와 전쟁 범죄를 막을 수 있었다. 더더군다나 라바울은 다른 일본군 기지에 비해 식량난도 없었고 대대적인 적의 공격도 없었다. 따라서 일본군의 열악한 현실은 변명거리가 되지 않았다.
재판에서 이마무라 대장의 변호사는 이 모든 전범들을 몰랐다며 선처를 요청했으며 실제로 이 많은 포로학대건을 몰랐는지 알 수 없지만 재판부는 그 의견을 받아 들였다. 하지만 수많은 전범케이스에 누군가는 책임을 져야했으며 대부분의 책임은 고스란히 라바울의 참모장 아다치 하타조 중장에게 돌아갔다. 아다치 중장의 변호사가 이마무라 대장의 변호사와 비슷한 주장을 했으나 재판부는 받아들이지 않았고 아다치 중장은 종신형에 처해졌다.
또한 이마무라는 학살혐의로 사형을 선고받은 부하 장교들한테 탄원서를 써준적이 있다.
그 후, 제16군 당시 책임 문제는 네덜란드군에 의해 진행되었는데 무죄를 선고받았다. 1949년, 이마무라는 스가모 구치소로 이송될 예정이었지만, 현지 계류중인 부하들을 두고 자신만 도쿄에 돌아갈 수 없다해 일본군 병사들이 수용된 마누스 섬 수용소에 입소하는 것을 희망하였고, 처를 통해 맥아더에게 알리게 했다.
그 후, 이마무라 히토시는 형을 마치고 일본으로 귀국하였고, 그 후에는 자택에서 두문불출하고 근신하며 전쟁의 책임을 반성하는 등, 소박한 생활을 했다. 이후에는 이마무라는 회상록을 출간, 그 수입료를 모두 전사자 유족들에게 나눠 주었다. 이 일로 인해 이마무라는 성장(聖將)으로 추앙받았다.
현재는 일본국립도서관 헌정자료과실에 그의 육성이 담긴 정치 담화 녹음이 남겨져 있으며, 이마무라는 1968년에 82세의 나이로 사망하였다.